# だいすき。
「だいすき。」は、井上苑子の楽曲で1作目のシングルとして2015年11月4日にEMI RECORDSから発売された。

## 概要
今作『だいすき。』は井上苑子にとって初のシングル。初回特典はWEGOコラボマフラー付き。　

## 収録曲

### CD
1. だいすき。 (4:28)
作詞・作曲：井上苑子・中村瑛彦、編曲：久保田真悟
2. メリーゴーランド (3:57)
作詞：井上苑子、作曲：Nozomu.S、SoichiroK、編曲：Soulife
3. 大切な君へ -Acoustic ver.- (4:27)
作詞・作曲：井上苑子・中村瑛彦、編曲：近田潔人
4. だいすき。 -Instrumental- (4:27)